# Reinhard Reents
Reinhard Reents (* 7. Juli 1962 in Rechtsupweg, Ostfriesland) ist Geschäftsführer der Vereinigten Informationssysteme Tierhaltung (vit w.V.) in Verden (Aller). Er hat wesentlich dazu beigetragen, dass neue Methoden der Zuchtwertschätzung bei mehreren Tierarten in Deutschland und in Europa zur Anwendung kamen.

## Leben und Wirken
Reinhard Reents wurde in Ostfriesland geboren und schon früh mit Landwirtschaft und Pferdezucht vertraut gemacht. Er studierte ab 1983 Agrarwissenschaften an der Georg-August-Universität Göttingen und schloss Ende 1988 mit der Diplomprüfung ab. Es folgte ein Promotionsstudium, bei dem er sich in seiner Dissertation (Doktorvater: Prof. Peter Glodek) mit der Entwicklung eines Mehrmerkmals-BLUP-Tiermodells für die Zuchtwertschätzung in der Milchrindzucht befasste. Nach der Promotion im Mai 1992 erarbeitete er zunächst die nationale Zuchtwertschätzung für das Exterieur von Holsteinrindern im vit w.V., um dann 1993 seine Ausbildung als Postdoc  an der Universität Guelph, Ontario, Kanada, bei Prof. Lawrence R. Schaeffer fortzusetzen. Hier erarbeitete er in dessen Arbeitsgruppe das sogenannte „Testtagsmodell“ für Zellzahl und weitere Milchleistungsmerkmale und brachte das Verfahren zur Praxisreife.
Nach seiner Rückkehr aus Kanada wurde Reents Im März 1995 wissenschaftlicher Mitarbeiter bei den Vereinigten Informationssystemen Tierhaltung (vit w.V.). Hier konnte er die verantwortlichen Mitarbeiter überzeugen, den neuen Ansatz zur Verarbeitung der Milchrinddaten zu übernehmen und damit ein Testtagsmodell auch für eine große Milchviehpopulation wie Deutsche Holsteins einzuführen. Bereits 1999 wurde er Sprecher der Geschäftsführung seines Betriebes (mit 130 Mitarbeitern) und als Vertreter der deutschsprachigen Länder in den Vorstand von Interbull berufen. Damit war Reents an entscheidender Stelle für die internationale Zuchtwertschätzung der Milchrinder mit verantwortlich, die Interbull nach der MACE Methode (Multiple Across Country Evaluation, Schaeffer 1994) durchführte und dabei weltweit Kunden mit den Auswertungen versorgte. Reents übernahm 2006 den Vorsitz von Interbull (mit Sitz Uppsala, Schweden) als Zusammenschluss von 33 Ländern. Von 2006 bis 2014 war er außerdem Sekretär des geschäftsführenden Vorstandes von ICAR (International Committee on Animal Recording) mit Sitz in Rom, einer unabhängigen Organisation, die sich mit der Standardisierung und Qualitätssicherung von Daten über Wiederkäuer befasst.
2006 veröffentlichte Larry Schaeffer ein Landmark Paper über die Chancen der Genomischen Selektion in der Milchrinderzucht. Er prognostizierte eine Verdoppelung des Zuchtfortschrittes im Vergleich zu einem Nachkommenzuchtprogramm. Diese neuen Erkenntnisse der Molekulargenetik verlangten eine andere Herangehensweise. Hier beteiligte sich vit unter der Leitung von Reents bei vielen nationalen und internationalen Projekten. Dabei ist vor allem die Gründung von EuroGenomics mit 16.000 Bullen in einer Lernstichprobe aus inzwischen sechs Ländern zu nennen. Diese neue Methode ermöglichte eine deutliche Erhöhung des jährlichen Zuchtfortschritts und machte die deutsche Milchrinderzucht auch international zukunftsfähiger. Daneben wurde auch die Datenverarbeitung für andere Tierarten laufend weiterentwickelt: Schweine, Schafe / Ziegen und Reitpferde. Bei letzteren wurde die Zuchtwertschätzung des Deutschen Reitpferdes im Auftrag der Deutschen Reiterlichen Vereinigung (FN in Warendorf) entwickelt und neuerdings die Nutzung genomischer Daten in der Pferdezucht unterstützt. Privat ist Reents ein erfolgreicher Züchter von Hannoveraner Sportpferden.
2019 gab er – nach 20 Jahren als Vorstandsmitglied und 13 Jahren als Vorsitzender bei Interbull – diese Ehrenämter ab, um ab 2020 mit der Gründung der iDDEN GmbH (international Dairy Data Exchange Network) den längst überfälligen effizienten Datenaustausch zwischen landwirtschaftlichen Betrieben, Technikherstellern und Rechenzentren wie vit zu vereinfachen.

## Ehrenamt
- 1999–2019 Mitglied des Vorstands von Interbull in Schweden
- Darunter 2006–2019 Vorsitzender ebenda
- 2006–2014 Sekretär des geschäftsführenden Vorstands von ICAR, Rom
- Seit 2019 Mitglied im Vorstand von EuroGenomics Coop, Holland
- Seit 2020 Geschäftsführer der iDDEN GmbH

## Veröffentlichungen (Auswahl)
Reents war ab 1995 an mehreren bedeutenden wissenschaftlichen Gemeinschaftsarbeiten zur Entwicklung und Anwendung von moderner Zuchtwertschätzung und der genomischen Selektion beteiligt:
- Multivariate BLUP-Zuchtwertschätzung mit einem Tiermodell in der Milchrinderzucht Diss. Göttingen 1992.
- Estimation of Genetic Parameters for Test Day Records of Somatic Cell Score. R. Reents, J. Jamrozik, L.R. Schaeffer, J.C.M. Dekkers. In: Journal of Dairy Science, 1995, Volume 78, Issue 12, 2847–2857.
- Genetic Evaluation for Somatic Cell Score with a Test Day Model for Multiple Lactations. R. Reents, J.C.M. Dekkers, L.R. Schaeffer. In: Journal of Dairy Science, 1995, Volume 78, Issue 12, 2858–2870.
- Factors Influencing International Comparisons of Dairy Sires. L.R. Schaeffer, R. Reents, J. Jamrozik. In: Journal of Dairy Science, 1996, Volume 79, Issue 6, 1108–1116.
- Auswirkungen der Referenzpopulationsgröße und der Einbeziehung eines polygenen Resteffekts auf die Genauigkeit der genomischen Vorhersage. Mit Zengting Liu, Franz R. Seefried, Friedrich Reinhardt, Stephan Rensing, Georg Thaller. In: Genetics, selection, evolution, Bd. 43, Nr. 1, v. 17. Mai 2011, S. 1–9.
- Eine gemeinsame Referenzpopulation aus vier europäischen Holstein-Populationen erhöht die Zuverlässigkeit genomischer Vorhersagen. Von Mogens S. Lund, Reinhard Reents und 11 weit. Autoren. In Genetics, selection, evolution, Bd. 43, v. 12. Dezember 2011, S. 1–8.
- Identification of a haplotype associated with cholesterol deficiency and increased juvenile mortality in Holstein cattle. S. Kipp, D. Segelke, S. Schierenbeck, F. Reinhardt, R. Reents, C. Wurmser and others. In: Journal of Dairy Science, 2016, Volume 99, Issue 11, 8915–8931.
- Technical note: Equivalent genomic models with a residual polygenic effect. Z. Liu, M.E. Goddard, B.J. Hayes, F. Reinhardt, R. Reents. In: Journal of Dairy Science, 2016, Volume 99, Issue 3, 2016–2025.
- A single-step genomic model with direct estimation of marker effects. Z. Liu, M.E. Goddard, F. Reinhardt, R. Reents. In: Journal of Dairy Science, 2014, Volume 97, Issue 9, 5833–5850 (as one of 100 mostly highly cited papers in 2016 and 2017).
- Comparison of a single-step with a multistep single nucleotide polymorphism best linear unbiased predictor model for genomic evaluation of conformation traits in German Holsteins. H. Alkhoder, Z. Liu, D. Segelke, R. Reents. In: Journal of Dairy Science, 2022, Volume 105, Issue 4, 3306–3322.

## Ehrungen
- 21. März 2011 Auszeichnung als Züchter des Jahres im Pferdezuchtverein (PZV) Verden. In Weserkurier vom 21. März 2011 (wegen des Siegerhengstes Don Index v. Don Crusador im Prüfungsjahrgang).
- Juni 2019 Auszeichnung mit dem "President`s Award des International Committee für Animal Recording.[1]
- Oktober 2022 Auszeichnung mit der Hermann-von-Nathusius-Medaille für das Jahr 2022 durch die Deutsche Gesellschaft für Züchtungskunde (DGfZ) in Anerkennung seiner langjährigen Beteiligung an der Umsetzung neuer Erkenntnisse der Populationsgenetik und der genomischen Selektion in die moderne Datenverarbeitung der Leistungsprüfung und Zuchtwertschätzung vor allem beim Milchrind in Deutschland und über 30 weiteren Verbänden.